# Умаїта (Парагвай)
Умаїта́ (гуар. Humaita; ісп. Puerto de Humaitá) — селище в парагвайському департаменті Ньємбуку. Знаходиться на березі річки Парагвай на висоті 44 м над рівнем моря. Засноване у 1778 році португальцем Педру Мелу.
Селище відоме своєю фортецею, найсильнішою парагвайською фортецею часів Війни Потрійного Альянсу. Частина руїн фортеці все ще залишається у місті. Крім того, в місті розташована відома єзуїтська церква XVIII століття.